# 645
سنة 645 م كانت سنة بسيطة تبدأ يوم السبت (الرابط يظهر نموذج القويم الكامل للسنة) من التقويم اليولياني. بدأت تسمية السنة 645 منذ العصور الوسطى المبكرة، عندما أصبح تقويم أنو دوميني هو الأسلوب السائد في أوروبا لتسمية السنوات.

## مواليد
- يزيد بن معاوية
- العباس بن علي
- البلتع العنبري من شعراء العصر الأموي.

## وفايات
- الخنساء، صحابية.